# Cutler Bay
Cutler Bay är en stad (town) i Miami-Dade County, i delstaten Florida, USA. Enligt United States Census Bureau har staden en folkmängd på 41 236 invånare (2011) och en landarea på 25,5 km².